# Пристрасть (мінісеріал, 1999)
«При́страсть»  — український 3-серійний мінісеріал режисера Олега Бійми. Сюжет базується на романі письменника Марка Вовчка «Павло Чорнокрил».
У серпні 1999 року газета «День» повідомляла, що прем'єрний показ мінісеріалу «Пристрасть» відбудеться 24 серпня 1999 року на телеканалі «Інтер»; хоча кількома місяцями раніше, у січні 1999 року, та ж газета «День» повідомляла, що в січні 1999 року мінісеріал «Пристрасть» йде на телеканалі УТ-1.

## Синопсис
В основі фільму покладено повість Марка Вовчка «Павло Чорнокрил». Головний герой, Павло (Сергій Романюк), охоплений пристрастю до молодої красуні Варки (Світлана Прус), убиває свою дружину Анну (Єлизавета Слуцька) заради можливості бути з коханкою.

## Акторський склад
- Сергій Романюк — Павло
- Світлана Прус — Варка, красуня, яку покохав Павло
- Єлизавета Слуцька — Анна, перша дружина Павла
- Костянтин Степанков — економ
- Йосип Найдук — Румай
- Ніна Касторф — дружина Румая
- Леся Липчук — Марія
- Лариса Красовська — Дарка
- Володимир Ткаченко — лікар
- Олександр Світляков — лакей
- Микола Запісочний — лакей
- Людмила Арделян — пані
- Ніна Шаролапова — кухарка
- Дмитро Наливайчук — селянин
- Віктор Степаненко — селянин
- Євген Шах — селянин
- Володимир Зозуля — селянин
- Костянтин Яременко — Лукаш
- Наталя Наум — дружина Лукаша
- Зінаїда Дехтярьова — бабка
- Віталій Дзюбенко — Павло у дитинстві
- Соломійка Жилінська — Ганна у дитинстві
- Назар Задніпровський — Семен
- Ю. Кисленко — епізод
- Олександр Кожедуб — епізод
- Ігор Гнездилов — епізод
- Тетяна Кондратюк — епізод
- Василь Довжик — епізод
- Альона Коровка — епізод
- Олена Єременко — кума
- Віктор Кошевенко — епізод
- Олексій Кублицький — епізод
- Сергій Кучеренко — епізод
- Віктор Ліщинський — епізод
- А. Орлович — епізод
- О. Симоненко — епізод
- Світлана Штанько — епізод

## Знімальна група
- Режисер: Олег Бійма
- Сценарист: Олег Бійма
- Оператор: Лесь Зоценко
- Художник: Надія Коваленко
- Звукорежисер: Богдан Міхневич
- Композитор: Євген Станкович

## Кошторис
Режисер Олег Бійма в інтерв'ю газеті «День» оцінював кошторис виробництва всіх трьох серій мінісеріалу у близько 25–30 тисяч доларів США.

## Фільмування
Фільмування мінісеріалу проходило на живописних околицях та інтер'єрах Переяславського музею в 1998 році. Трисерійний мінісеріал «Пристрасть» знято на студії Укртелефільм.

## Реліз
У серпні 1999 року газета «День» повідомляла, що прем'єрний показ мінісеріалу «Пристрасть» відбудеться 24 серпня 1999 року на телеканалі «Інтер»; хоча кількома місяцями раніше та ж газета повідомляла, що в січні 1999 року мінісеріал йде на телеканалі УТ-1.